# Riftia pachyptila
Riftia pachyptila är en ringmaskart som beskrevs av Meredith L. Jones 1981. Riftia pachyptila ingår i släktet Riftia och familjen skäggmaskar. Inga underarter finns listade i Catalogue of Life.

## Bildgalleri

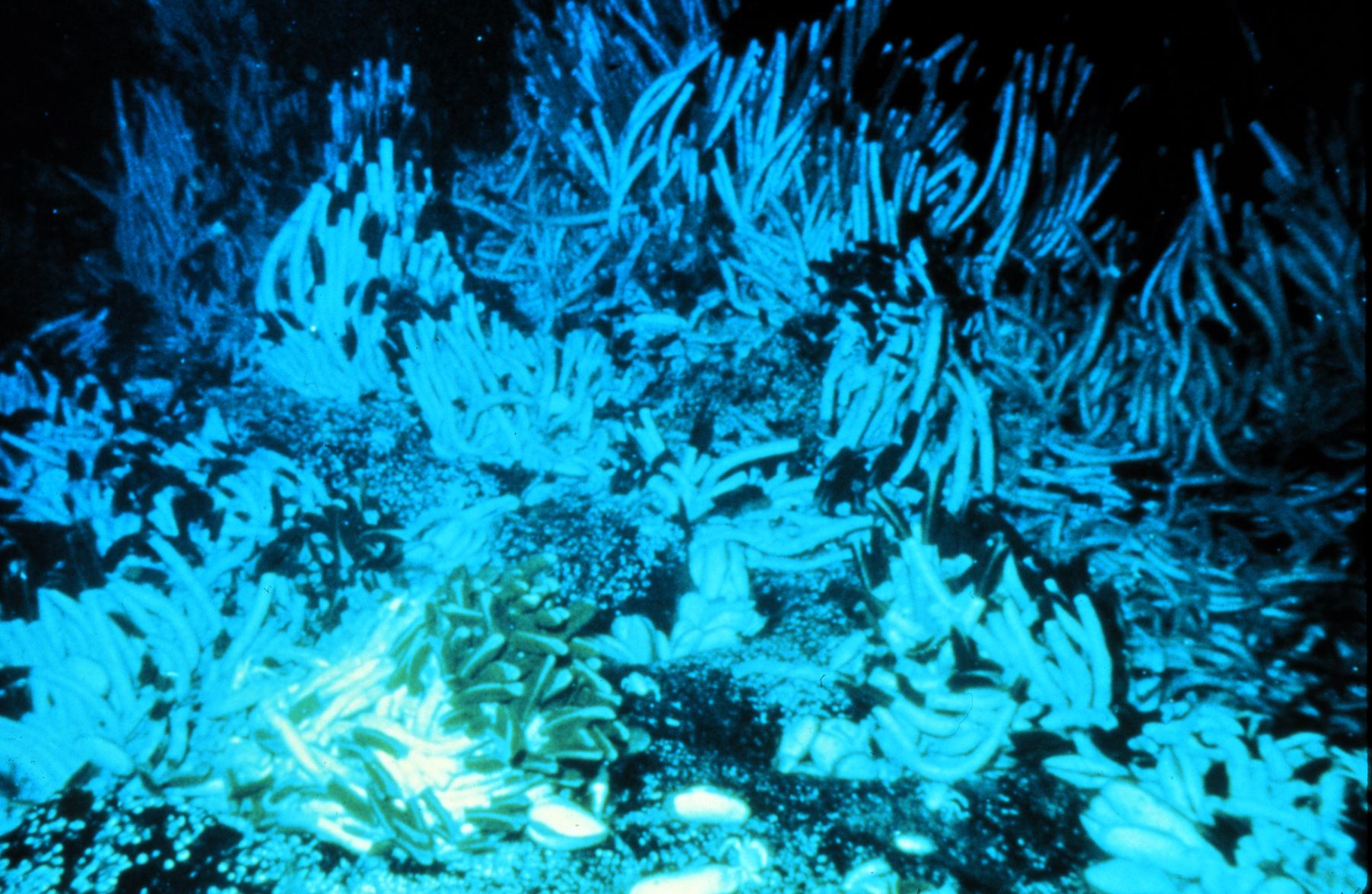
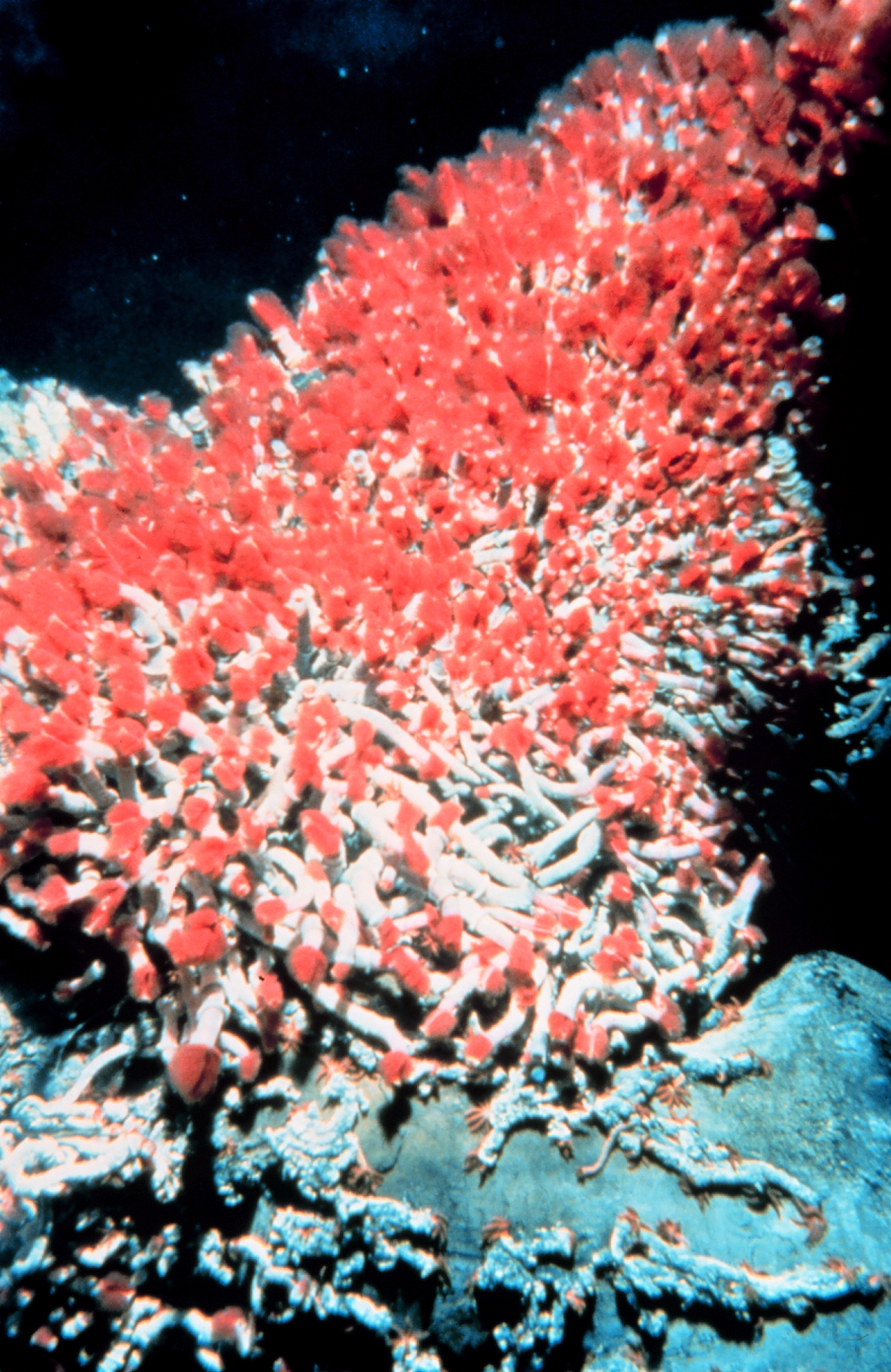